# NForce 700
nForce 700 es una serie chipset diseñada por Nvidia lanzada por primera vez en diciembre de 2007. La serie es compatible con los procesadores Intel Core 2 y AMD Phenom, y reemplaza los chipsets de la serie nForce 600. Se detectaron varios miembros, incluido el nombre en código MCP72 para procesadores AMD y el C72 para procesadores Intel, lanzados con el nombre de chipset "nForce 780a" y "nForce 780i", respectivamente. Actualmente, las variantes lanzadas son 750i, 780i, 790i y 790i Ultra.

## Chipsets AMD
El controlador de memoria está integrado en la CPU, el tipo de memoria compatible depende de la CPU y el zócalo utilizado. De esta manera, no hay tipos de memoria admitidos enumerados aquí.

### nForce 780a SLI
- Nombre en clave MCP72XE
- GPU de placa base (mGPU): GeForce 8200
  - Compatible con DirectX 10
  - PureVideo HD
- Adición del puente nForce 200 PCI-E (anteriormente con nombre en código BR-04 )
  - Conectado al puente norte a través de un bus propietario de 4,5 GT/s utilizando la interfaz PCI-E
  - Soporte para PCI-E 2.0
- SLI triple
  - Ranura 1: ranura PCI Express 2.0 ×16 de velocidad completa de nForce 200
  - Ranura 2: ranura PCI Express 2.0 ×8 de velocidad completa de nForce 200
  - Ranura 3: ranura PCI Express 2.0 ×8 de velocidad completa de nForce 200[1]
- SLI híbrido
  - GeForce Boost
  - HybridPower
- Soporte HT 3.0

### nForce 750a
- Nombre en clave MCP72P
- GPU de placa base (mGPU): GeForce 8200
  - Compatible con DirectX 10
  - PureVideo HD
- Soporte para PCI-E 2.0
- SLI
- SLI híbrido
  - GeForce Boost
  - HybridPower
- Soporte HT 3.0

### nForce 725a
- Nombre en clave MCP78U
- GPU de placa base (mGPU): GeForce 8300[2]
  - Compatible con DirectX 10
  - PureVideo HD
  - Compatibilidad con sonido envolvente DTS-HD y Dolby TrueHD de 7.1 canales (rumorado de antemano, no implementado)[3]
- Soporte para PCI-E 2.0
- SLI híbrido
  - GeForce Boost
  - HybridPower
- Soporte HT 3.0

### nForce 720a
- Nombre en clave MCP78S
- GPU de placa base (mGPU): GeForce 8200
  - Compatible con DirectX 10
  - PureVideo HD
  - Compatibilidad con sonido envolvente DTS-HD y Dolby TrueHD de 7.1 canales (rumorado de antemano, no implementado)[3]
- Soporte para PCI-E 2.0
- SLI híbrido
  - GeForce Boost
  - HybridPower
- Soporte HT 3.0
- Conecte hasta dos monitores de pantalla
  - A través de DisplayPort, HDMI, DVI o D-Sub

## Chipsets Intel

### nForce 7xx
Los chipsets nForce 780i y 750i cuentan con el puente nForce 200 PCI-E (anteriormente con nombre en código BR-04) conectado al puente norte a través de un bus propietario de 4,5 GT/s. Su función es implementar la falta de soporte PCI-E 2.0 del puente norte.
|                        | nForce 790i Ultra                    | nForce 790i                                                                    | nForce 780i | nForce 750i                   |
| ---------------------- | ------------------------------------ | ------------------------------------------------------------------------------ | --- | ----------------------------- |
| Nombre clave           | C73XE                                | C73P                                                                           | C72XE | C72P                          |
| FSB                    | 1600 MHz                             | 1600 MHz                                                                       | 1333 MHz | 1333 MHz                      |
| Soporte de procesador  | 45 nm Penryn                         | 45 nm Penryn                                                                   | 45 nm Penryn | 45 nm Penryn                  |
| Compatibilidad con RAM | Memoria DDR3-2000 SLI                | Memoria DDR3-2000 SLI                                                          | Memoria DDR2-1200 SLI | DDR2-1200                     |
| RAM máxima             | 8 GB                                 | 8 GB                                                                           | 8 GB | 8 GB                          |
| SLI                    | SLI triple                           | SLI triple                                                                     | SLI triple | SLI doble                     |
| Ranura SLI 1           | PCI-E 2.0 ×16 de puente norte        | PCI-E 2.0 ×16 de puente norte                                                  | PCI-E 2.0 ×16 de puente norte                                                                                                  | PCI-E 2.0 ×16 de puente norte |
| Ranura SLI 2           | PCI-E 1.0 ×16 de puente sur          | PCI-E 1.0 ×16 de puente sur                                                    | PCI-E 1.0 ×16 de puente sur | PCI-E 2.0 ×16 de puente norte |
| Ranura SLI 3           | PCI-E 2.0 ×16 de puente norte        | PCI-E 2.0 ×16 de puente norte                                                  | PCI-E 2.0 ×16 de puente norte                                                                                                  | N / A                         |
| Observaciones          | Memoria más fácilmente overclockable | Enrutamiento GPU especial (PWShort); Overclocks mucho mejor que su predecesor. | Compartió un diseño similar al de su predecesor, el nForce 680i SLI; El puente norte disipa 48 W cuando está en funcionamiento |                               |

### MCP7A
- Tres versiones:
  - MCP7A-U
  - MCP7A-S
  - MCP7A-H (Sin IGP y SLI híbrido)
- GPU de placa base (mGPU)
  - Compatible con DirectX 10
  - PureVideo HD
- Una ranura PCI-E 2.0 x16
- SLI híbrido
  - GeForce Boost
  - HybridPower
- Admite un máximo de memoria de doble canal DDR2-800
- Compatible con FSB de 1333 MHz
- Conecte hasta dos monitores de pantalla
  - A través de DisplayPort, HDMI, DVI o D-Sub